# Miozän
Miozän is een old-school hardcore band uit Duitsland, Hannover opgericht in 1991 door Frank Kurowski.
Na vijf LP's en één split, met Cause for alarm, gaf de band er de brui aan. Jarenlang waren ze een van de actiefste hardcore bands van Duitsland. Beïnvloed door vroege US-hardcore bands gaf Miozän zijn mening altijd recht voor zijn raap, zelfs als ze hiermee tegen de stroom ingingen.
Politiek was een wezenlijk deel van de groep en hun strijd tegen racisme en seksisme vormde het hart van de band.
Als afscheid werd hun demo van 1992, Offer Resistance, opnieuw uitgebracht.
Verscheidene bandleden maakten de overstap naar andere bands zoals: Souls On Fire, I Defy, battle royal.

## Leden
- Kuddel - Zang
- Kai - Gitaar
- Carsten - Gitaar
- Frank - Bas
- Pille - drums

## Leden anno 2017
- Kuddel - Zang
- Kniffel - Gitaar
- Outso - Gitaar
- Frank, Bas
- Tomek - Drums

## Discografie
- caught in their free world - 1993
- Big stick policy - 1994
- Nothing remains ... but to restrain (10" EP) - 1996
- Ignorence - 1998
- Miozän / Cause For Alarm - When Revolution Is A Secret../Lost in the USA (7") - 1999
- Thorn in your side  - 2000
- Offer Resistance (vinyl uitg. van demo uit 1992) - 2005
- Surrender Denied - 2017